# 권성동
권성동(權性東, 1960년 4월 29일~)은 대한민국의 검사 출신 정치인이다.

## 생애
1960년 4월 29일 강원도 명주군 성산면 관음리(현 강원특별자치도 강릉시 성산면 관음리)에서 태어났다. 강릉명륜고등학교를 졸업, 중앙대학교 법학 학사, 동 대학원 법학 석사 과정을 졸업했다.
1985년에 제27회 사법시험에 합격하여 사법연수원 17기 과정을 수료했다. 해군 중위로 전역하고, 1993년에 춘천지방검찰청 강릉지청 검사로 임관했다. 1996년 8월부터 1998년 2월까지 법무부에서 인권과 검사로 근무했다. 2000년에는 광주지방검찰청 장흥지청장으로 임명되었고 2004년에는 대검찰청 범죄정보제2담당관으로 임명되었다. 2005년 4월부터 2006년 1월까지 인천지방검찰청 특별수사부장검사로 근무했고 2006년부터 법무법인 서정 소속 변호사, 강릉시 종합자원봉사센터 운영위원으로 근무했다.
2008년 이명박 정부의 대통령실 민정수석실 법무비서관으로 근무하다가 2009년 10월 28일 재보선을 통해 당선되었다. 2012년 총선·2016년 총선에서 연달아 승리하면서 3선 국회의원이 된 권성동은 2016년 12월 박근혜-최순실 게이트를 계기로 새누리당을 탈당하여 바른정당에 입당했으나, '보수단일화를 통해 정권창출을 하기 위해' 2017년 5월 바른정당을 탈당했다.
2020년 3월 16일에 미래통합당의 공천 결과에 불복하여 탈당하고 무소속 출마를 선언했다. 4월 15일 제21대 국회의원 선거에서 당선되면서 4선 국회의원이 되었다. 당선 직후 미래통합당 측에 복당을 신청하였다. 국민의힘 비상대책위원회는 2020년 9월 17일에 열린 비공개 회의에서 권성동의 국민의힘 복당을 승인했다.
2022년 4월 국민의힘 원내대표로 선출되었다.
2022년 7월 8일 이준석이 의혹 무마를 위해 측근 김철근을 시켜 7억원 투자유치각서를 써준 혐의로 당원권 정지 6개월의 징계를 받아 권성동이 대표직을 대행한다.
2024년 12월 12일 국민의힘 원내대표 의원총회에서 총 투표수 106표 가운데 72표를 얻어 34표에 그친 김태호 의원을 꺾고 국민의힘 원내대표에 당선되었다.

## 학력
- 1973년: 중앙국민학교 졸업
- 1973년~1976년: 경포중학교 졸업
- 1976년~1979년: 강릉명륜고등학교 졸업
- 1979년~1984년: 중앙대학교 법과대학 법학 학사
- 1984년~1986년: 중앙대학교 대학원 사법전공 법학석사 수료

## 경력
- 1985년 제27회 사법시험 합격(사법연수원 17기 수료)
- 1993년 춘천지방검찰청 강릉지청 검사
- 1996년 8월~1998년 2월 법무부 인권과 검사
- 2000년 광주지방검찰청 장흥지청장
- 2004년 대검찰청 범죄정보제2담당관
- 2005년 4월~2006년 1월 인천지방검찰청 특별수사부장검사
- 2006년 법무법인 서정 구성원 변호사
- 2006년 강릉시 종합자원봉사센터 운영위원
- 2008년 클린 정치위원회
- 2008년 7월~2009년 8월 이명박 대통령실 민정수석실 법무비서관
- 2009년 10월 28일: 2009년 하반기 재보궐선거 당선(강원 강릉시, 한나라당, 초선)
- 2009년 10월~2012년 2월 제18대 국회의원(강원 강릉시, 한나라당→새누리당, 초선)
  - 2009년 11월~2012년 5월 제18대 국회 전·후반기 지식경제위원회 위원
  - 2010년 7월~2012년 5월 제18대 국회 후반기 예산결산특별위원회 위원
  - 2010년 7월~2012년 5월 제18대 국회 후반기 예산결산특별위원회 국회 예산안 및 기금운용계획안 조정소위원회 위원
  - 2010년 7월~2012년 5월 제18대 국회 후반기 국제경기대회개최 및 유치지원특별위원회 위원
  - 2011년 5월~2012년 5월 제18대 국회 후반기 국회운영위원회 위원
- 2009년~2012년 한나라당 강원도당 강릉시 당원협의회 위원장
- 2010년 4월 제14대 대한수상스키웨이크보드협회 회장
- 2010년 6월 한나라당 원내부대표
- 2011년 한나라당 강원도당 위원장
- 2012년~2016년 새누리당 강원도당 강릉시 당원협의회 위원장
- 2012년 4월 11일: 대한민국 제19대 국회의원 선거 당선(강원 강릉시, 새누리당, 재선)
- 2012년 5월~2016년 5월 제19대 국회의원(강원 강릉시, 새누리당, 재선)
  - 2012년 7월~2014년 5월 제19대 국회 전반기 전반기 법제사법위원회 간사
  - 2012년 7월~2013년 5월 제19대 국회 전반기 예산결산특별위원회 위원
  - 2012년~2016년 5월 제19대 국회 전·후반기 평창동계올림픽 및 국제경기대회지원특별위원회 위원
  - 2013년 4월~2013년 9월 제19대 국회 전반기 쇄신특별위원회 위원
  - 2014년 6월~2016년 5월 제19대 국회 후반기 환경노동위원회 간사
  - 2014년 5월~2016년 5월 제19대 국회 후반기 정보위원회 위원
- 2012년 5월~2013년 5월 새누리당 정책위원회 부의장
- 2013년 6월~2014년 5월 새누리당 제1정책조정위원회 위원장
- 2015년 7월 새누리당 전략기획본부 본부장
- 2016년 4월 13일: 대한민국 제20대 국회의원 선거 당선(강원 강릉시, 새누리당, 3선)
- 2016년 5월~2020년 5월 제20대 국회의원(강원 강릉시, 새누리당→무소속→바른정당→무소속→자유한국당→미래통합당→무소속, 3선)
  - 2016년 6월 13일~2018년 5월 31일: 제20대 국회 전반기 법제사법위원회 위원장
  - 2016년 12월~2017년 3월: 대통령(박근혜) 탄핵소추위원회 위원장
  - 2018년 7월~2020년 5월: 제20대 국회 후반기 기획재정위원회 위원
  - 2018년 7월~2019년 5월: 제20대 국회 후반기 예산결산특별위원회 위원
- 2016년 6월 2일~2016년 6월 23일 새누리당 사무총장
- 2016년 6월 2일~2016년 6월 23일 새누리당 혁신비상대책위원회 위원
- 2016년 12월~2017년 5월: 바른정당 정강정책·당헌당규팀장
- 2017년 6월~2018년 2월: 자유한국당 강원도당 강릉시 당원협의회 위원장
- 2018년 2월~2018년 5월: 제7회 전국동시지방선거 자유한국당 총괄기획단 공동총괄기획단장
- 2018년 5월~2018년 6월: 제7회 전국동시지방선거 자유한국당 중앙선거대책위원회 종합상황실장
- 2018년 5월~2018년 6월: 제7회 전국동시지방선거 자유한국당 강원도당 선거대책위원회 공동선대위원장
- 2018년 12월~2020년 2월: 자유한국당 강원도당 강릉시 당원협의회 위원장
- 2019년 9월: 자유한국당 강원도당 위원장
- 2020년 4월 15일: 대한민국 제21대 국회의원 선거 당선(강원 강릉시, 무소속, 4선)
- 2020년 5월~2024년 5월: 제21대 국회의원(강원 강릉시, 무소속→국민의힘, 4선)
  - 2020년 7월~2021년 6월: 제21대 국회 전반기 농림축산식품해양수산위원회 위원
  - 2021년 6월: 제21대 국회 전반기 환경노동위원회 위원
  - 2021년 6월~2022년 4월: 제21대 국회 전반기 법제사법위원회 위원
  - 2021년 7월: 제21대 국회 전반기 예산결산특별위원회 위원
  - 2022년 4월~2022년 5월: 제21대 국회 전반기 기획재정위원회 위원
  - 2022년 4월~2022년 5월: 제21대 국회 전반기 국회운영위원회 위원
  - 2022년 4월~2022년 5월: 제21대 국회 전반기 정보위원회 위원
  - 2022년 5월~2022년 5월: 제21대 국회 전반기 외교통일위원회 위원
  - 2022년 7월~2022년 9월: 제21대 국회 후반기 국회운영위원회 위원장
  - 2022년 7월~2023년 5월: 제21대 국회 후반기 과학기술정보방송통신위원회 위원
  - 제21대 국회 후반기 과학기술정보방송통신위원회 청원심사소위원회 위원
  - 2022년 7월~2022년 12월: 제21대 국회 후반기 정보위원회 위원
    - 제21대 국회 후반기 정보위원회 청원심사소위원회 위원

  - 2022년 12월~2024년 5월: 제21대 국회 한-아세안 의회외교포럼 공동회장
  - 2023년 5월~2024년 5월: 제21대 국회 후반기 행정안전위원회 위원
    - 제21대 국회 후반기 행정안전위원회 청원심사소위원회 위원장

  - 2023년 9월~2023년 10월: 제21대 국회 대법원장(이균용) 임명 동의에 관한 인사청문특별위원회 위원장
- 2020년 7월~2024년 5월: 대한민국 미래혁신포럼 구성의원
- 2020년 7월~2024년 5월: 모빌리티 포럼 공동대표의원
- 2020년 10월: 국민의힘 정책위원회 정부정책 감시 특별위원회 위원
- 2020년 10월: 국민의힘 라임옵티머스 권력비리게이트 특별위원회 위원장
- 2021년 1월~: 국민의힘 강원특별자치도당 강릉시 당원협의회 위원장
- 2021년 2월: 국민의힘 탈원전 북원전 진상조사특별위원회 위원장
- 2021년 3월~2021년 4월: 2021년 재보궐선거 국민의힘  중앙선거대책위원회 서울동행 공동부위원장
- 2021년 3월: 국민의힘 부동산투기조사특별위원회 위원장
- 2021년 9월~2021년 11월: 제20대 대통령 선거 국민의힘 윤석열 대통령 경선후보 국민캠프 종합지원본부 종합지원본부장 겸 재외국민본부장
- 2021년 11월: 제20대 대통령 선거 국민의힘 윤석열 대통령 후보 선거대책위원회 대통령 후보 비서실장
- 2021년 11월~2022년 1월: 국민의힘 사무총장
- 2021년 11월~2022년 1월: 국민의힘 조직강화특별위원회 위원장
- 2021년 11월~2022년 1월: 제20대 대통령 선거 국민의힘 윤석열 대통령 후보 선거대책위원회 종합지원총괄본부 본부장
- 2021년 12월~2022년 3월: 제20대 대통령 선거 국민의힘 살리는 선거대책위원회 강원 선거대책위원회 의장단 의장
- 2022년 3월~2023년 3월: 국민의힘 인재영입위원장
- 2022년 4월~2022년 9월: 국민의힘 원내대표
- 2022년 5월~2022년 6월: 제8회 전국동시지방선거 국민의힘 시민이 힘나는 선거대책위원회 공동선거대책위원장
- 2022년 7월~2022년 8월: 국민의힘 당대표 직무대행
- 2022년 7월~2022년 8월: 여의도연구원 이사장 직무대행
- 2022년 8월~2022년 9월: 국민의힘 비상대책위원회 위원(당연직)
- 2022년 8월~2022년 9월: 국민의힘 당대표 직무대행
- 2022년 8월~2022년 9월: 여의도연구원 이사장 직무대행
- 2024년 3월~2024년 4월: 제22대 국회의원 선거 국민의힘 중앙선거대책위원회 강원 권역 선대위원장
- 2024년 3월~2024년 4월: 제22대 국회의원 선거 국민의힘 강원특별자치도당 선거대책위원회 총괄선대위원장
- 2024년 4월 10일: 대한민국 제22대 국회의원 선거 당선(강원 강릉시, 국민의힘, 5선)
- 2024년 5월~: 제22대 국회의원(강원 강릉시, 국민의힘, 5선)
  - 2024년 6월~2024년 6월: 제22대 국회 전반기 행정안전위원회 위원
  - 2024년 6월~2025년 5월: 제22대 국회 전반기 정무위원회 위원
    - 제22대 국회 전반기 정무위원회 법안심사제1소위원회 위원
    - 제22대 국회 전반기 정무위원회 청원심사소위원회 위원장

  - 모빌리티포럼 대표의원
  - K-스포츠문화포럼 구성의원
  - 2040 순풍(順風) 포럼 구성의원
  - 2024년 12월~2025년 7월: 제22대 국회 전반기 국회운영위원회 위원
  - 2024년 12월~2025년 6월: 제22대 국회 전반기 정보위원회 위원
  - 2025년 5월~: 제22대 국회 전반기 보건복지위원회 위원
- 2024년 6월~2024년 7월: 국민의힘 정책위원회 산하 시급한 민생 현안 해결을 위한 AI·반도체특별위원회 위원
- 2024년 12월~2025년 6월: 국민의힘 원내대표
- 2024년 12월~2024년 12월: 국민의힘 당대표 권한대행
- 2024년 12월~2024년 12월: 여의도연구원 이사장
- 2024년 12월~2025년 6월: 국민의힘 비상대책위원(당연직)
- 2025년 5월~2025년 6월: 제21대 대통령 선거 국민의힘 김문수 대통령 후보 공동 선거대책위원장
- 2025년 5월~2025년 5월: 여의도연구원 이사장
- 2025년 5월~2025년 5월: 국민의힘 비상대책위원장 직무대행

## 역대 선거 결과
|  | 50.90% |

|  | 60.78% |

|  | 57.15% |

|  | 40.84% |

|  | 54.24% |

## 소속 정당
| 소속 정당 | 소속 정당  | 소속 기간 | 비고      |
| --------- | ---------- | --------- | --------- |
|           | 한나라당   | 2009~2012 | 정계 입문 |
|           | 새누리당   | 2012~2016 | 당명 변경 |
|           | 무소속     | 2016~2017 | 탈당      |
|           | 바른정당   | 2017      | 창당      |
|           | 무소속     | 2017      | 탈당      |
|           | 자유한국당 | 2017~2020 | 복당      |
|           | 미래통합당 | 2020      | 합당      |
|           | 무소속     | 2020      | 탈당      |
|           | 국민의힘   | 2020~현재 | 복당      |

## 같이 보기
- 강릉시 (2000년 선거구)
- 강릉시의 국회의원

## 가족
- 아버지: 권승옥(1931년~2022년 2월 11일)
- 어머니: 최복순
  - 형제: 권우동, 권호동, 권계순
  - 배우자: 김진희
    - 자녀: 1남(권준우) 1녀